# Arvid Posse
För andra betydelser, se Arvid Posse (olika betydelser).
Arvid Rutger Fredriksson Posse (i riksdagen kallad Posse i Charlottenlund), född 15 februari 1820 på Rosendals slott, Malmöhus län, död 24 april 1901 i Stockholm, var en svensk greve, jurist, godsägare och statsman. Posse var Sveriges statsminister åren 1880–1883. Han var son till landshövdingen greve Fredrik Salomon Posse, far till hovdamen grevinnan Anna von Krusenstjerna och ingenjören greve Fredrik Arvidsson Posse samt farfar till författaren Amelie Posse.
Posse började sin politiska bana som riksdagsman för Ridderskapet och adeln 1856. Vid de kommande riksdagarna skulle han vara en motståndarna till den föreslagna representationsreformen samtidigt som han på andra områden var öppen för reformer. Vid införandet av tvåkammarriksdagen 1867 tog Posse en plats i andra kammaren för Lantmannapartiet och åren 1882–1890 var han ledamot i första kammaren. I den förra var han kammarens talman åren 1876–1880. Höjdpunkten på karriären var när han efterträdde friherre Louis De Geer som Sveriges andra statsminister i april 1880. Ämbetsperioden varade i drygt tre år till juni 1883 varav han i några månader 1880–1881 även innehade posten som finansminister. Efteråt tjänstgjorde Posse som president i Kammarrätten 1883–1889. Posse utnämndes till serafimerriddare 1881 och var ledamot i flera kunglig akademier. Han är den enda greven som varit statsminister i Sverige.

## Bildningsbana och samhällsvärv
Arvid Posse studerade vid Lunds lyceum, en privatskola med reformpedagogisk inriktning. Inte långt efter sin femtonårsdag blev han inskriven vid Lunds universitet år 1835 där han studerade juridik hos professor Johan Holmbergson. Till skillnad från många andra adliga studenter stod han inte under enskilt inspektorat. Istället var Posse medlem i Skånska nationen där han blev god vän med Bernhard Cronholm. Under denna tid växte hans politiska intresse fram ordentligt och han blev känd som en skarp debattör. Posse började sympatisera med liberalismen och förespråkade politisk yttrandefrihet bland studenter.
År 1840 avlade Posse examen till rättegångsverken i Lund. Samma år antogs han till auskultant vid Hovrätten över Skåne och Blekinge, under vars jurisdiktion han arbetade dels på ting, dels i hovrätten. Han blev senare vice häradshövding och 1846 kanslist vid nämnda hovrätt samt förordnades 1847 till adjungerad ledamot av densamma. År 1849 tog Posse avsked ur statens tjänst och bosatte sig på Charlottenlunds gods samt ägnade sig därefter åt lantbruk, affärsföretag och kommunala värv; bland annat var han 1865–1868 ordförande i Malmöhus läns landsting.

## Riksdagspolitik
Sin politiska bana började Posse som ledamot av ridderskapet och adeln vid 1856–1858 års riksdag. Han fungerade då som ordförande i Bankoutskottet och vid 1862–1863 års riksdag som ordförande i Bevillningsutskottet, där han kraftigt förfäktade frihandelns principer, vilka han allt framgent blev trogen. Under denna riksdag gjorde han, vid en ifrågasatt ändring av stadgan angående kommunalstyrelse på landet, allvarliga invändningar emot en föreslagen inskränkning i de större jordägarnas rösträtt, bland annat därför, att denna kunde omöjliggöra antagandet av det då föreliggande förslaget till en representationsreform.
Själv höll dock Posse inte på detta förslag. Han var tvärtom en av reformens ivrigaste motståndare och förespådde vid riksdagen 1865–1866, då han var ordförande i Statsutskottet, fäderneslandet en olycklig framtid, om reformen genomfördes. Han fruktade bland annat att jordbruksintresset genom det nya representationssättet skulle bli alltför mäktigt, att man inte skulle minnas "det myckna, som behöver leva både över och bredvid detsamma". Detta uttalande hindrade inte, att Posse vid det efter reformens genomförande första sammanträdandet (1867) i riksdagens andra kammare gjorde sig till målsman för det lantmannaintresse, som på grund av nämnda kammares sammansättning kunde räkna med majoritet och som tog form i Lantmannapartiet. Som främste ledare för detta parti, vilket inom kort intog en oppositionell hållning mot regeringen, var Posse under en följd av år utan gensägelse riksdagens mest bemärkte och mäktigaste, om också inte mest vinnande, personlighet.
År 1867–1881 tillhörde Posse andra kammaren, ständigt omvald av Herrestads och Ljunits härad. År 1867–1875 satt han som Statsutskottets ordförande (vid urtima riksdagen 1871 var han vice ordförande i Särskilda utskottet. År 1876–1880 ledde han som talman andra kammarens överläggningar. I riksdagen kallades han Herr Posse i Charlottenlund för att särskiljas från sin yngre bror greve Gösta Posse (i Vreten) som var ledamot av första kammaren.

## Ämbetstiden som Sveriges statsminister 1880–1883

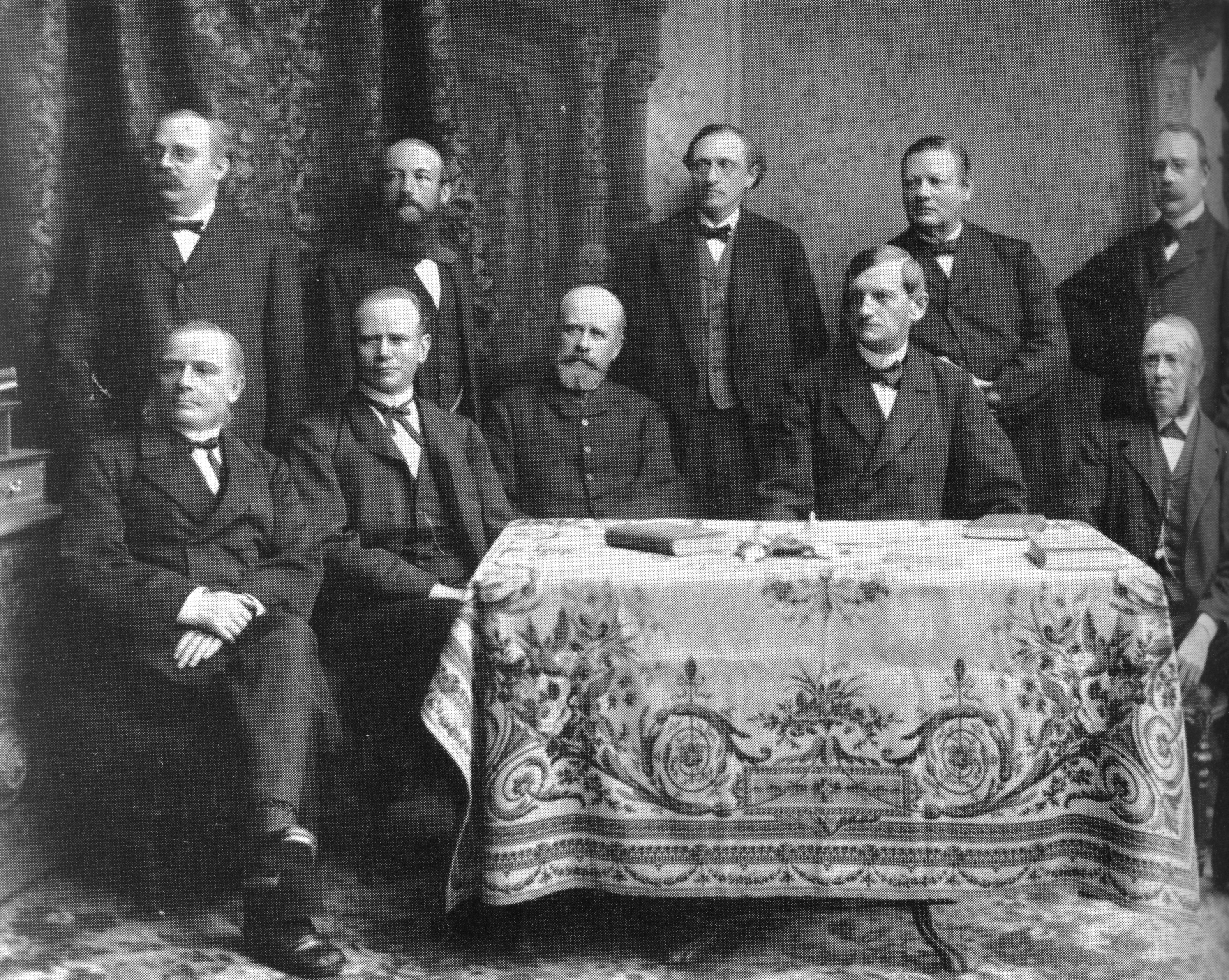
Regeringen Posse.

Den 19 april 1880 kallades han av kung Oscar II att efter friherre Louis De Geer som statsminister inträda i konseljen. Den 7 december 1880–8 mars 1881 var Posse därjämte chef för Finansdepartementet.
Det gällde nu för statsministern Posse att en gång för all, finna en lösning på de viktiga frågor, som alltsedan den nya tvåkammarriksdagens införande stått på dagordningen. Dessa frågor berörde indelningsverkets och grundskatternas avskaffande i sammanhang med en ny försvarsorganisation. Man förmodade att han skulle lyckas, eftersom han troddes kunna räkna med understöd hos sina gamla partivänner, och hos motståndarna till de föregående ministärerna. Stora kommittéer tillsattes för frågornas beredning, och vid 1883 års riksdag framlade Posseregeringen sina förslag.
De utlovade en gradvis avskrivning av grundskatter, samt av rustnings- och roteringsbesvären. Posseregeringen villkorade dessa förslag med att riksdagen i gengäld skulle bifalla dess framställningar om att försvarets byggande på stamtrupp, skulle anskaffas på frivillighetens väg, samt att vara avlönad av statsverket och beväring. Men såväl första kammarens fasthållande vid indelningsverket som kanske mera lantmannapartiets avknappningar vållade efter ett intensivt intrigspel Posses nederlag. Han fann det därmed riktigt, att den 13 juni 1883, slutgiltigt frånträda statsministerämbetet. Han utnämndes till president i Kammarrätten, vilket han var fram till 1889.

## I riksdag och samhällsliv

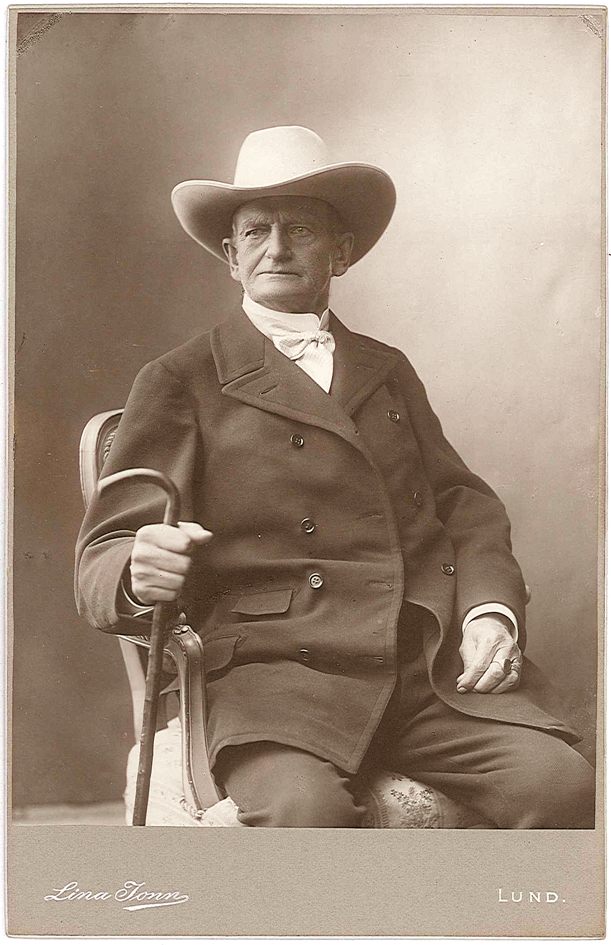
Arvid Posse, 1890-talet.

Som ledamot av första kammaren för Kalmar läns södra valkrets 1882–1890 intog Posse en tillbakadragen hållning, men uttalade sig under tullstriden mot spannmålstullar och uttalade sina sympatier för en moderat rösträttsreform. Som parlamentstalare uttryckte Posse sig kort och klart, ofta med skärpa och alltid med lugn och värdighet. Han var ledamot av Kungliga Lantbruksakademien (1879) och Kungliga Samfundet för utgivande av handskrifter rörande Skandinaviens historia (1882) samt hedersledamot av Kungliga Fysiografiska Sällskapet i Lund (1878) och Kungliga Örlogsmannasällskapet (1880).

## Familj
Arvid Posse tillhörde den grevliga ätten Posse nr 51. Han var son till landshövdingen greve Fredrik Salomon Posse och friherrinnan Magdalena Charlotta Bennet, sonson till excellensen och presidenten greve Arvid Erik Posse, brorson till excellensen greve Arvid Mauritz Posse, bror till riksdagsmannen greve Gösta Posse. Han gifte sig den 6 september 1846 på Löberöds slott med grevinnan Amalia De la Gardie, dotter till överstelöjtnanten greve Étienne Casimir De la Gardie och Christina Charlotta Silfversparre. I äktenskapet föddes två söner och två döttrar, varav en son dog som spädbarn. Den andra sonen var ingenjören greve Fredrik Arvidsson Posse som var far till författaren Amelie Posse. Den äldsta dottern, grevinnan Anna von Krusenstjerna, var statsfru åt drottning Sofia. Tre år efter hustruns död gifte Posse om sig den 18 januari 1886 i Stockholm med Augusta Hägerflycht, dotter till överste Nils Henrik Hägerflycht, och Anna Charlotta Lovisa Augusta Törnebladh. Arvid Posse jordfästes i Jacobs kyrka och är begravd på Snårestads kyrkogård.

### Anfäder
|                   |  |  |  |  |  |  |  |                                         |  |  |  |  |  |  |  |                                            |  |  |  |  |  |  |  | Greve Fredric Arvidsson Posse                     |
|                   |  |  |  |  |  |  |  |                                         |  |  |  |  |  |  |  |                                            |  |  |  |  |  |  |  |                                                   |
|                   |  |  |  |  |  |  |  |                                         |  |  |  |  |  |  |  | Greve Arvid Erik Posse                     |  |  |  |  |  |  |  |                                                   |
|                   |  |  |  |  |  |  |  |                                         |  |  |  |  |  |  |  |                                            |  |  |  |  |  |  |  |                                                   |
|                   |  |  |  |  |  |  |  |                                         |  |  |  |  |  |  |  |                                            |  |  |  |  |  |  |  | Friherrinnan Ulrika Eleonora Wrangel af Lindeberg |
|                   |  |  |  |  |  |  |  |                                         |  |  |  |  |  |  |  |                                            |  |  |  |  |  |  |  |                                                   |
|                   |  |  |  |  |  |  |  | Greve Fredrik Salomon Posse             |  |  |  |  |  |  |  |                                            |  |  |  |  |  |  |  |                                                   |
|                   |  |  |  |  |  |  |  |                                         |  |  |  |  |  |  |  |                                            |  |  |  |  |  |  |  |                                                   |
|                   |  |  |  |  |  |  |  |                                         |  |  |  |  |  |  |  |                                            |  |  |  |  |  |  |  | Friherre Salomon von Otter                        |
|                   |  |  |  |  |  |  |  |                                         |  |  |  |  |  |  |  |                                            |  |  |  |  |  |  |  |                                                   |
|                   |  |  |  |  |  |  |  |                                         |  |  |  |  |  |  |  | Friherrinnan Catharina Charlotta von Otter |  |  |  |  |  |  |  |                                                   |
|                   |  |  |  |  |  |  |  |                                         |  |  |  |  |  |  |  |                                            |  |  |  |  |  |  |  |                                                   |
|                   |  |  |  |  |  |  |  |                                         |  |  |  |  |  |  |  |                                            |  |  |  |  |  |  |  | Agneta Beck-Friis                                 |
|                   |  |  |  |  |  |  |  |                                         |  |  |  |  |  |  |  |                                            |  |  |  |  |  |  |  |                                                   |
| Greve Arvid Posse |  |  |  |  |  |  |  |                                         |  |  |  |  |  |  |  |                                            |  |  |  |  |  |  |  |                                                   |
|                   |  |  |  |  |  |  |  |                                         |  |  |  |  |  |  |  |                                            |  |  |  |  |  |  |  | Friherre Jakob Vilhelm Bennet                     |
|                   |  |  |  |  |  |  |  |                                         |  |  |  |  |  |  |  |                                            |  |  |  |  |  |  |  |                                                   |
|                   |  |  |  |  |  |  |  |                                         |  |  |  |  |  |  |  | Friherre Vilhelm Rutger Bennet             |  |  |  |  |  |  |  |                                                   |
|                   |  |  |  |  |  |  |  |                                         |  |  |  |  |  |  |  |                                            |  |  |  |  |  |  |  |                                                   |
|                   |  |  |  |  |  |  |  |                                         |  |  |  |  |  |  |  |                                            |  |  |  |  |  |  |  | Margareta Lovisa Barnekow                         |
|                   |  |  |  |  |  |  |  |                                         |  |  |  |  |  |  |  |                                            |  |  |  |  |  |  |  |                                                   |
|                   |  |  |  |  |  |  |  | Friherrinnan Magdalena Charlotta Bennet |  |  |  |  |  |  |  |                                            |  |  |  |  |  |  |  |                                                   |
|                   |  |  |  |  |  |  |  |                                         |  |  |  |  |  |  |  |                                            |  |  |  |  |  |  |  |                                                   |
|                   |  |  |  |  |  |  |  |                                         |  |  |  |  |  |  |  |                                            |  |  |  |  |  |  |  | Friherre Salomon von Otter                        |
|                   |  |  |  |  |  |  |  |                                         |  |  |  |  |  |  |  |                                            |  |  |  |  |  |  |  |                                                   |
|                   |  |  |  |  |  |  |  |                                         |  |  |  |  |  |  |  | Friherrinnan Elisabet Vilhelmina von Otter |  |  |  |  |  |  |  |                                                   |
|                   |  |  |  |  |  |  |  |                                         |  |  |  |  |  |  |  |                                            |  |  |  |  |  |  |  |                                                   |
|                   |  |  |  |  |  |  |  |                                         |  |  |  |  |  |  |  |                                            |  |  |  |  |  |  |  | Agneta Beck-Friis                                 |
|                   |  |  |  |  |  |  |  |                                         |  |  |  |  |  |  |  |                                            |  |  |  |  |  |  |  |                                                   |

## Utmärkelser
- Riddare och kommendör av Kungl. Maj:ts orden (Serafimerorden), 1 oktober 1881.[7]
- Storkorset av Sankt Olavs orden, 1 december 1880.[7]
- Kommendör med stora korset av Kungl. Nordstjärneorden, 1 december 1876.[7]
- Kommendör av Kungl. Nordstjärneorden, 3 juli 1866.[7]
- Riddare av Kungl. Nordstjärneorden, 28 januari 1862.[7]